# Mariane Ibrahim
Mariane Ibrahim-Lenhardt est une marchande d'art franco-somalienne basée à Chicago, dans l'Illinois. Elle y dirige la galerie éponyme Mariane Ibrahim, consacrée à l'art contemporain africain. Elle a implanté également une  galerie d’art à Paris

## Biographie
Mariane Ibrahim Abdi, de son nom de jeune femme (avant son mariage avec Pierre Lenhardt) est née à Nouméa, en Nouvelle-Calédonie. Elle grandit en Somalie et en France. Elle étudie la publicité à Londres et travaille dans le marketing au Royaume-Uni. Au début des années 2000, un voyage à Paris  déclenche son intérêt pour l'art africain contemporain après avoir vu une photographie de Seydou Keïta .
En 2012, elle fonde la galerie M. I. A. à Seattle afin de présenter des artistes de régions sous-représentées comme l'Afrique et le Moyen-Orient,, en se concentrant principalement sur les artistes africains et de la diaspora africaine. M. I. A. est un acronyme de l'expression Missing in Art et de son nom de naissance. Elle ouvre la galerie avec une exposition de photos de l'artiste malien Malick Sidibé. En 2017, elle remporte le premier prix «Presents» à l'Armory Show pour son exposition de photographies et de l'artiste  Zohra Opoku,.
Le nom de sa galerie est changé en Mariane Ibrahim Gallery et, en septembre 2019, elle déménage sa galerie à Chicago,,. Elle ouvre cette nouvelle galerie avec une exposition de photographies d'Ayana V. Jackson intitulée  Take Me to the Water , qui explore les esprits de l'eau africains,. Le 17 septembre 2021, elle inaugure également une galerie d’art à Paris, avenue Matignon,,.